# Usini
Usini (topónimo en lengua sarda; a veces también escrito con el acento, Ùsini) es una localidad italiana de la provincia de Sassari, región de Cerdeña,  con 4.182 habitantes.

## Evolución demográfica
| Gráfica de evolución demográfica de Usini entre 1861 y 2001 |
|                                                             |
| Fuente ISTAT - elaboración gráfica de Wikipedia             |